# Anolis fairchildi
Espèce
Anolis fairchildi est une espèce de sauriens de la famille des Dactyloidae. 

## Répartition
Cette espèce est endémique des Bahamas.

## Étymologie
Cette espèce est nommée en l'honneur de David Grandison Fairchild.

## Publication originale
- Barbour & Shreve, 1935 : Concerning some Bahamian reptiles, with notes on the fauna. Proceedings of the Boston Society of Natural History, vol. 40, p. 347-365 (texte intégral).